# Симмонс, Шейдиа
Ше́йдиа Си́ммонс (англ. Shadia Simmons) — канадская актриса. Родилась 28 июля 1986 года в Торонто, провинция Онтарио, Канада.

## Карьера
Шейдиа начала сниматься в возрасте 8 лет. Фильм «Лунный свет и Валентино» был первой её работой, где она сыграла дочь Вупи Голдберг. Шейдиа мечтала сниматься в фильмах компании Дисней. Её мечта сбылась, когда она получила роль в фильме «Чудесное превращение» . В 2000 году Шейдиа появилась в эпизоде телесериала «Боишься ли ты темноты?», в котором также участвовала Эмма Тейлор-Айшервуд, коллега Шейдии по сериалу «Школа „Чёрная дыра“». В сериале «Зак и секретные материалы» Шейдиа снималась вместе с Робертом Кларком и Майклом Ситером, с которыми позже работала в сериале «Школа „Чёрная дыра“». Также среди работ Шейдии сериалы «Вырази себя», где она выступила в роли самой себя, и «Жизнь с Дереком», где она снова снимается с Майклом Ситером.
В настоящее время имея сертификат преподавателя в Нью-Йорке и Онтарио, она теперь преподает на уровне средней школы. Шадия также является директором Star Acting Studios. Мать троих детей.

## Номинации и награды
Шейдиа Симмонс была два раза номинирована на премию Young Artist Award в 2003 и 2004 годах за работу в сериале «Школа „Чёрная дыра“». Первый раз вместе с Эммой Тейлор-Айшервуд и Робертом Кларком, а второй раз вместе с Тальей Шлейнджер, которая сыграла роль Мэдисон.

## Фильмография
| Год       |    | Русское название                 | Оригинальное название             | Роль               |
| --------- | -- | -------------------------------- | --------------------------------- | ------------------ |
| 1995      | ф  | Лунный свет и Валентино          | Moonlight and Valentino           | Дженни Морроу      |
| 1996      | с  | Мурашки                          | Goosebumps                        | Алисия             |
| 1996      | тф | Праздничный роман                | Holiday Affair                    | девушка на роликах |
| 1997      | тф | На месте отца                    | In His Father’s Shoes             | Мэгги              |
| 1997      | тф | Цвет справедливости              | Color of Justice                  | Гарриет            |
| 1999      | тф | Чудесное превращение             | A Saintly Switch                  | Аннет Андерсон     |
| 2000      | тф | Все цвета дружбы                 | The Color of Friendship           | Пайпер Деллумс     |
| 2000      | с  | Боишься ли ты темноты?           | Are You Afraid of the Dark?       | Эй Джей            |
| 2000      | тф | Пятерняшки                       | Quints                            | Зои                |
| 2000      | тф | Оркестр города Сэнди Боттом      | The Sandy Bottom Orchestra        | Дженни             |
| 2000      | тф | Виртуальная мама                 | Virtual Mom                       | Эми                |
| 2000      | с  | Я был пришельцем в шестом классе | I Was a Sixth Grade Alien         | Октобер Уайлд      |
| 2001      | тф | Ксенон: Продолжение              | Zenon: The Zequel                 | Небьюла Вэйд       |
| 2001—2002 | с  | Зак и секретные материалы        | The Zack Files                    | Сара               |
| 2002      | тф | Слишком молод, чтобы быть отцом  | Too Young to Be a Dad             | Блэр               |
| 2002—2004 | с  | Повелитель молнии                | Ace Lightning                     | Саманта Томпсон    |
| 2002—2006 | с  | Школа «Чёрная дыра»              | Strange Days at Blake Holsey High | Коррин Бакстер     |
| 2005—2009 | с  | Жизнь с Дереком                  | Life with Derek                   | Эмили Дэвис        |